# ماندلا (لاتزیو)
ماندلا (به ایتالیایی: Mandela) یک کومونه در ایتالیا است که در استان رم واقع شده‌است.

## خصوصیات
ماندلا ۱۳٫۳ کیلومترمربع مساحت و ۹۴۷ نفر جمعیت دارد و ۴۸۷ متر بالاتر از سطح دریا واقع شده‌است.